# Buarcos e São Julião
Buarcos e São Julião est une paroisse civile portugaise (en portugais : freguesia) de la municipalité de Figueira da Foz dans le district et la région de Coimbra. Appelée Buarcos jusqu'en 2015, elle est créée en 2013 par fusion des paroisses de Buarcos et São Julião da Figueira da Foz.

## Géographie
Buarcos e São Julião s'étend sur 15,53 km2, à l'embouchure du fleuve Mondego.
Les principales communautés de la paroisse sont :
- le centre historique de Figueira da Foz (São Julião da Figueira da Foz), sur le fleuve au sud-est ;
- Buarcos, ville balnéaire à l'ouest sur la côte Atlantique ;
- Povoação da Serra da Boa Viagem, au nord sur le massif de la Serra da Boa Viagem ;
- Vais, au nord-ouest sur la côte.

## Histoire
Dans le cadre de la réforme territoriale de 2012-2013, la paroisse de São Julião da Figueira da Foz est intégrée au territoire de Buarcos. Contrairement à d'autres municipalités portugaises, la municipalité de Figueira da Foz ne voit la création d'aucune « union de paroisses » (en portugais : união de freguesias) et le nom de São Julião disparaît. La loi no 87/2015 du 10 août 2015 corrige cette erreur en renommant la nouvelle paroisse « Buarcos e São Julião ».

## Démographie
Lors du recensement de 2021, Buarcos e São Julião compte 18 386 habitants. C'est alors la paroisse la plus peuplée de la municipalité de Figueira da Foz, qui regroupe 14 paroisses et 58 951 habitants.